# Università di Portland
L'Università di Portland (University of Portland, citata anche con la sigla UP) è un'università cattolica statunitense con sede a Portland, Oregon, affiliata alla Congregazione di Santa Croce, che ha fondato anche la consorella Università di Notre Dame. Fondata nel 1901, la UP ha un corpo studentesco di circa 4 000 allievi e, per il 2018, è classificata al sesto posto tra le università regionali occidentali secondo U.S. News & World Report.
Il campus è situato allo University Park vicino al quartiere St. Johns, su un promontorio che domina il fiume Willamette. Grazie alla presenza di collegio di arti e scienze, una scuola di specializzazione, e scuole di commercio, istruzione, ingegneria e infermieristica, è l'unica università cattolica completa nello stato dell'Oregon. È la più grande corporation nell'area di North Portland, creando un indotto di circa $ 170 milioni annuale sulle attività economiche di Portland. Più di 13 000 alunni vivono nell'area metropolitana di Portland.

## Sport
Le squadre della sezione di atletica, presenti in diverse discipline sportive tra cui calcio, maschile e femminile, pallavolo e pallacanestro, sono denominate Portland Pilots e competono nella Division I della National Collegiate Athletic Association (NCAA).